# TMR-Competición
TMR-Competición (TMR) es un equipo de motociclismo catalán con una larga y destacada trayectoria en la formación de pilotos.
Inició su trayectoria en 1989 en la localidad de San Fructuoso de Bages (Barcelona). Ha sido pionero en la identificación y desarrollo de jóvenes talentos, muchos de los cuales han llegado a competir al máximo nivel del motociclismo. Su fundador es Lluís Juárez.

## Años 70 y 80: Origen del proyecto
Lluís Juárez es un aficionado del motor que compitió en la década de los 70 del siglo XX en varias disciplinas, como karts (Campeón de España 1977 después del servicio militar) y motociclismo desde el 68 con una Ducson.
Empezó haciendo de mecánico en la década de los 70 del siglo XX y, de allí, pasó a entrenar en el mundo de la competición de motor. En esos años trabajó con Lluís Joan Vila Torras, campeón de Karting junior en España. Con los conocimientos y la experiencia vivida con Vila, en 1989 funda la empresa. Por ese entonces, se puso en contacto con él Alfredo Checa, padre de Carlos Checa, que posteriormente sería piloto de 500 cc y Moto GP. Ése es el embrión del proyecto, cosechando buenos resultados los dos primeros años.
Dos años más tarde, en 1991, la empresa Rieju, ubicada en la provincia de Girona, mostró su interés en participar en el mundo de la competición (Mundial Júnior de España). Por esa razón, convocó unas pruebas en el circuito de Calafat (Tarragona). Checa fue seleccionado, cosa que le permitió competir, y ganar, con una moto fabricada por esa empresa. Cabe resaltar el papel que Juárez tuvo en la puesta a punto del aparato y Vila en el apartado económico.

## 1992 – 1993: Época Checa

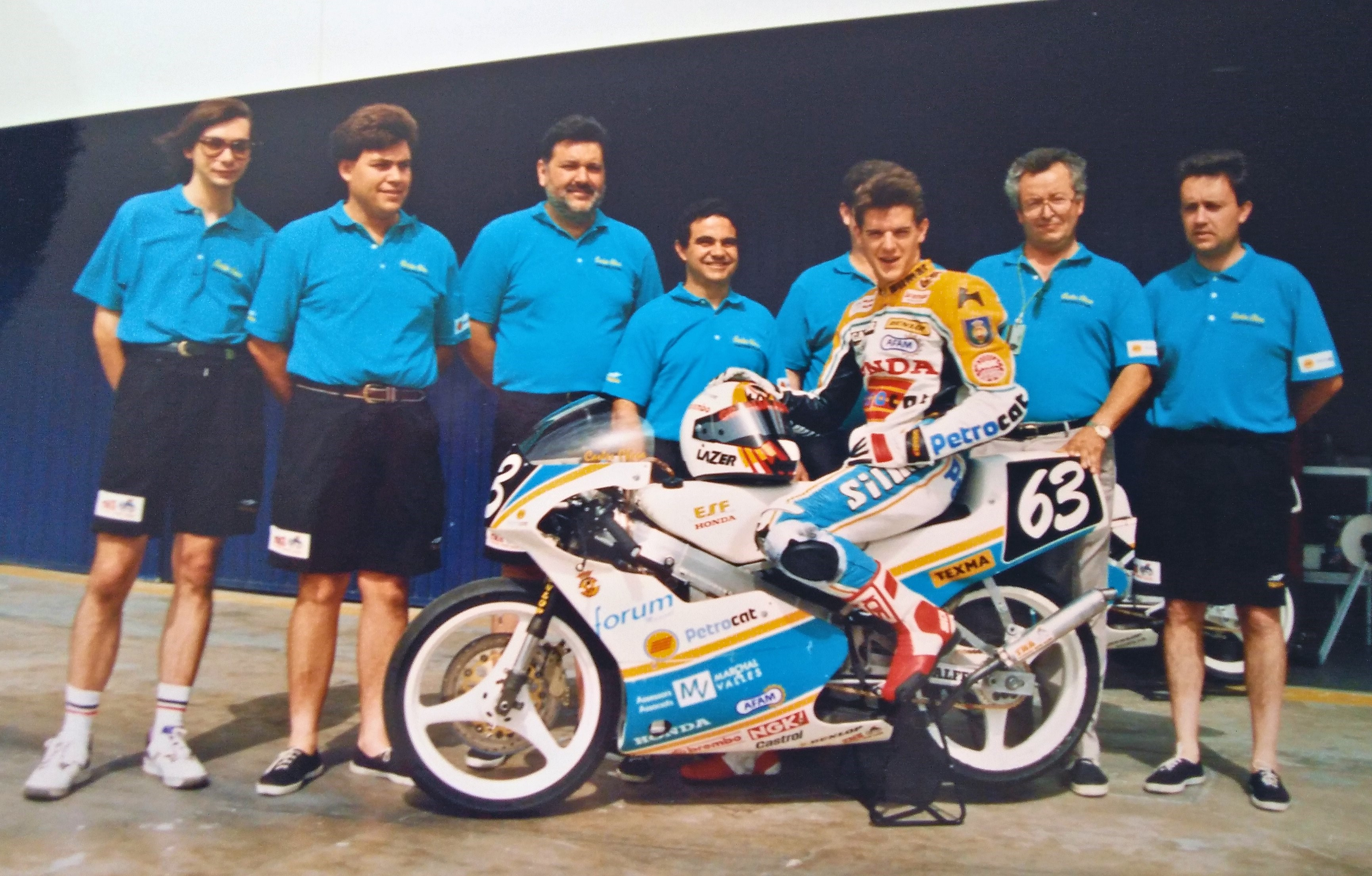
Checa Wild Card Montmeló 1992

Ganar ese campeonato abrió nuevas perspectivas en la empresa. En primer lugar, la oportunidad de participar en el campeonato europeo de 125 cc con una Honda regalada por la federación española como parte del premio del éxito deportivo. Y, en segundo lugar, la ocasión de conocer gente de otros países. Entre ellos, cabe mencionar la persona de Andrea Degli Esposti, líder la empresa Degli Esposti, Andrea (comúnmente conocida como DEA). Juárez, con la intención de mejorar su performance profesional, se estableció tres meses en Italia. A lo largo de esa esta estancia, Degli Esposti presentó a Juárez como uno de los principales artífices del éxito del campeonato de 1991 a la empresa Engine Engineering, compañía especializada en la puesta a punto de motos. Su colaboración fue especialmente intensa a lo largo de las primeras carreras del 1992, como una celebrada en Irlanda y otra en Reino Unido.
El equipo siguió cosechando buenos resultados, tanto a nivel nacional como europeo, en la temporada 1992. Por esa razón, obtuvo una Wild Card para participar en el campeonato mundial de motociclismo, en la categoría de 125 cc, en la prueba de Europa (Gran Premi Pepsi de Europa). Checa obtuvo un meritorio séptimo puesto, reuniendo 9 puntos en su haber. Esa actuación del equipo, y de Checa al frente, no pasó desapercibido al resto de equipos. El gato al agua se lo llevó Team Daytona, que corría por ese entonces en el campeonato mundial de 250cc. Pese a ese fichaje, cabe reseñar que Checa se mantuvo en el campeonato de España como corredor de TMR hasta final de ese año, cumpliendo así sus compromisos contractuales.

## 1994 – 95: Época Alzamora

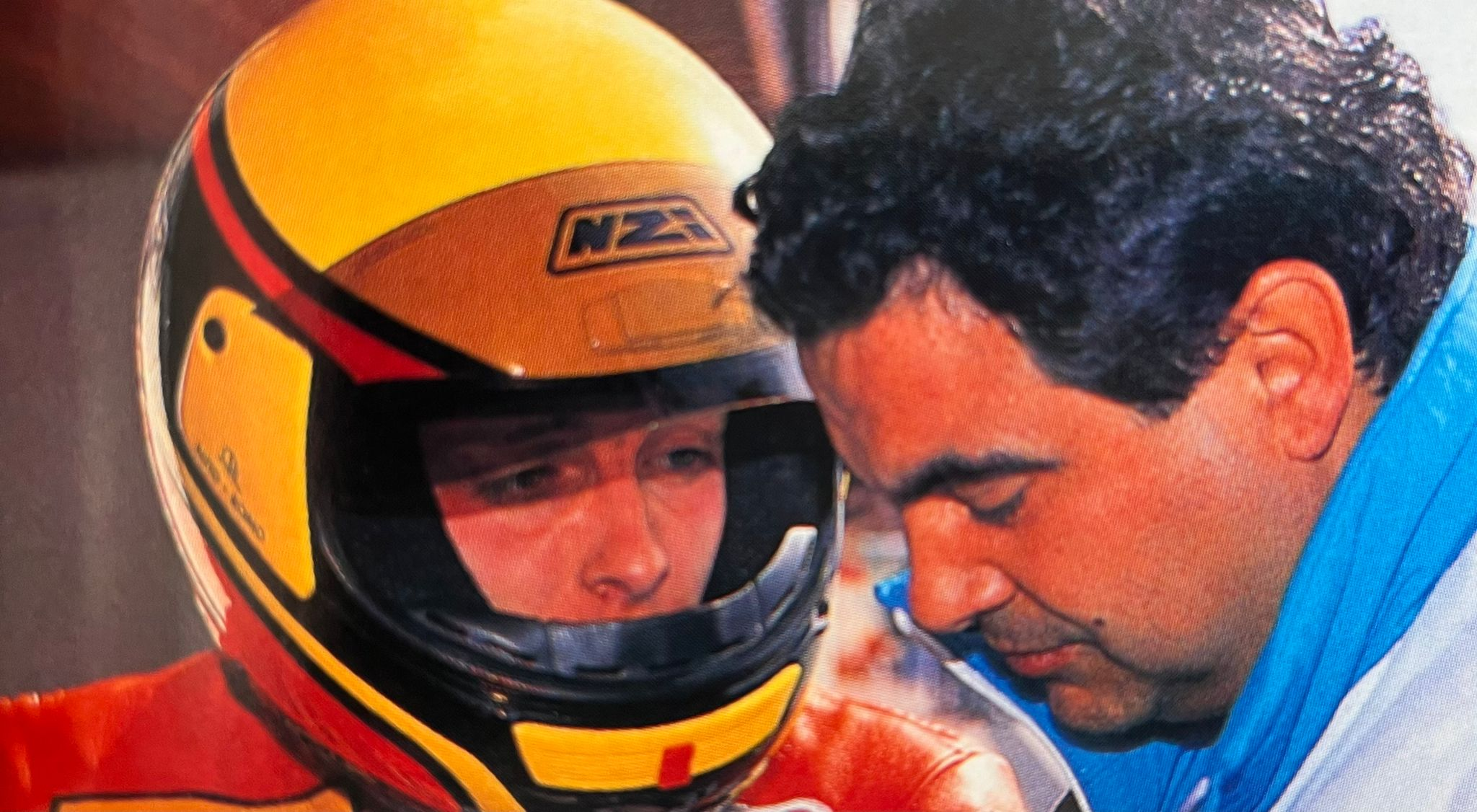
Alzamora 1994

La principal tarea del equipo en otoño de 1993, pues, fue buscar un recambio a Checa. Emilio Alzamora, que había seguido de cerca los resultados y evolución del equipo desde su inicio, decidió hacer una prueba en el circuito de Calafat. Hizo un resultado muy cerca del récord absoluto del autódromo y, en consecuencia, fue seleccionado para ser el piloto de TMR para el campeonato de motociclismo junior de España de 1994.
El cambio de piloto no fue el único cambio para esa temporada. Huber Kleis, directivo de Seat, se mostró interesado en esa competición y en la implementación de un sistema de telemetría (el conocido como 2D) que ya había sido probado con éxito en Alemania, pero que necesitaba de evolución.
En la segunda carrera, Alzamora ganó tanta contundencia que llamó la atención de Francesco Pileri, entonces jefe del equipo Marlboro, que corría en la categoría 125 del mundial de motociclismo. Se rubricó su fichaje en una semana. A partir de ese momento, y hasta final de temporada, fue alternando los dos campeonatos (el español bajo las siglas de TMR y el mundial 125cc bajo las siglas de Pileri).
El ilerdense tomó la decisión de seguir cohabitando en los dos campeonatos de cara a la temporada 1995. TMR, además, incorporó a Alfonso González Nieto (conocido popularmente como Fonsi Nieto) a sus filas como piloto titular en la categoría Critérium 125cc. Ganó todas las carreras que disputó, haciendo récords absolutos de circuito en algunas participaciones. Esa hazaña le permitió subir de categoría al año siguiente y, por consiguiente, disputar el campeonato de España de 125cc de cara al año 1996. Fue el pistoletazo de salida de una de las épocas más exitosas de la historia del equipo.

## 1996-1998: Época dorada de 125cc en España
La temporada 1996 el equipo estuvo formado por el citado Nieto y por David García Almansa. Este último ganó el campeonato de España con solvencia. Ese buen resultado permitió al andaluz disputar el campeonato europeo de la categoría de cara al año 1997, junto a un joven Gábor Talmácsi. Por lo que a Nieto se refiere, cabe reseñar que obtuvo una meritoria tercera plaza en el año de su debut en la categoría.
Con García disputando el campeonato europeo, el equipo buscó un piloto que pudiese substituirlo en el campeonato de España. El escogido fue Álvaro Molina, el cual fue capaz de igualar las prestaciones mostradas por el equipo en la temporada anterior ganando con solvencia el campeonato. Fonsi Nieto, a su vez, fue cosechando buenos resultados, cosa que le permitió ganarse el derecho de participar, de cara a 1998, en las carreras del mundial de 125cc que se disputasen en suelo español.
Al año siguiente, empezó con novedades en el equipo. Se firmó un acuerdo estratégico con la compañía de seguros RACC, muy popular en Cataluña, que se mostró interesada en el mundo de la competición. Igualmente, el equipo cambió de proveedor de motor por primera vez desde su debut en la categoría, en el año 1992. Dejaron de usar una moto Honda para utilizar una Aprilia. Esos cambios parecieron impulsar de manera definitiva al equipo, logrando la victoria en el campeonato de pilotos en manos, esta vez, de Fonsi Nieto.
En el 98, el equipo TMR fue el equipo oficial del RACC, como hemos mencionado anteriormente, también formaron parte de la estructura Josep Sardà y Lluis Costa.

## 1999: Época Elías
En el 99, Toni Elías se une a TMR por el equipo técnico y Lluís Juárez, al ver el rendimiento de Costa, cuando se montó en la moto para correr en el campeonato nacional en el circuito de Albacete logrando un tercer lugar.
Aún no se llegó al ecuador de esta temporada con TMR de la mano de Lluis, Alberto Puig, mánager del equipo Movistar, ya quería ficharlo, debido a la gran mejoría que experimentó Elías y lo hizo al terminar el campeonato. En el mismo año, Pere Tutusaus, con 9 años, se une al equipo. A esta corta edad ya ganó el campeonato de Cataluña con los entrenamientos y preparación de TMR. Y Cristiano Vieira, piloto brasileño, fue el responsable de que TMR empezase a hacer campeonatos del mundo de forma más asidua, en especial las carreras de Argentina y Brasil con sendas wild cards.

## Entrando en los 2000
En el 2000, TMR contó con 9 pilotos en diferentes campeonatos y categorías, destacando Enrique Rocamora, Sergio Jara y Juan Francisco Risueño, y Chaz Davis, Chazque empezó la temporada y a media temporada ya lo ficharon para competir en el mundial.
En el 2001, Jordi Carchano aprendió a pilotar y en tres años llegó al campeonato del mundo. Samantha White, británica, fue la primera piloto femenina que corrió con TMR. Iván Silva trabajó duro en TMR y al acabar el año ya tenía un contrato firmado para correr el mundial.
En el 2002, Ismael Ortega, tras un año en TMR, acabó firmando por el equipo Seedorf, que el propio Lluis colaboró en crear. Empezaron Jordi Almeda,  Vincent Braillard, después de trabajar con TMR, obtuvieron sus respectivos contratos para correr el mundial de motociclismo.
En el 2003, Enrique Jerez, tras dos temporadas, consiguió un contrato para correr el mundial. Mikko Mikihainen, piloto finlandés, tras una temporada, fue fichado por Ajo. Josep Rodríguez, tras seis temporadas, acabó fichando para correr el mundial de motociclismo.
En el 2004, Alex Manzi, italiano, en su segundo año corrió en el mundial. Niki Kovacs, búlgara, compitió en el europeo.
En el 2006, con Malagutti, David Bonache y Manuele Manna, tras un año en TMR, ficharon para el mundial. Marco Colandrea, italiano, con Kawasaki 600 en TMR, fue a SuperStock 600.
En el 2007, Jaume Ferrer, tras tres años, participó en una prueba mundialista de Superstock y acabó yendo al mundial en Algarbe como wild card. Quico Gamell, tras dos años, hizo wild card más Super stock.
En el 2008 y 2009, TMR se lanzó al mundial de resistencia con cuatro pilotos: Toni Baralders, Josep Cerdà, Jordi Bové y Jordi Costa. Al acabar en 14.º lugar, la experiencia fue para aprender, pero no se establecieron en la categoría. En el 2009 concluyó la experiencia en el campeonato de resistencia. Consiguiendo un campeonato de Cataluña en la especialidad.
Paralelamente, Niccolò Antonelli e Isaac Viñales compitieron en el campeonato de España de 125 en 2009. Lluis llevó a Viñales a correr en Brno una prueba del campeonato del mundo como wild card y Antonelli consiguió un contrato para correr en el campeonato del mundo.
En el 2010, Xavier Cardelús, piloto andorrano, vino a aprender el método de preparación de Lluis y al cabo de dos años fichó para correr el mundial.
En el 2011, en RS7 – Moto 2, Cristopher Moretti y Javier Alviz participaron en el campeonato de España Moto 2, primer año de la categoría.

## 2014: Mahindra

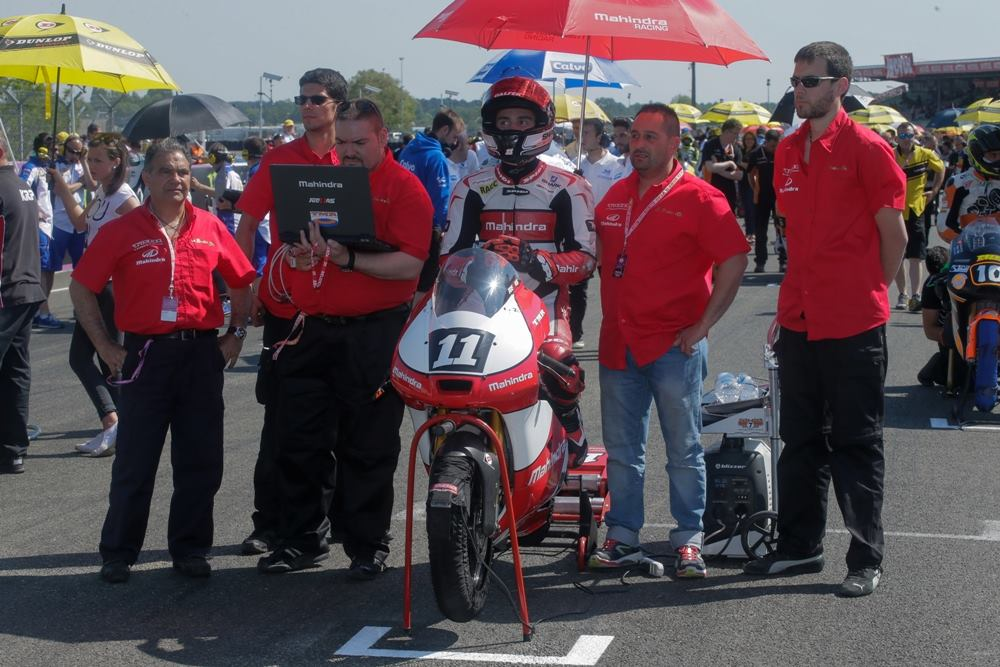
Mahindra Parrilla de salida

En el 2014, Stefano Manzi, Albert Arenas y Jorge Martín, con Mahindra TMR-Mahindra, tuvieron un buen año que les permitió crecer y continuar con sus carreras. Años después participaron en el campeonato del mundo, siendo Martín campeón de moto 3, moto 2, y actual piloto de Moto GP. Arenas por su parte campeón del mundo de moto 3 y piloto de moto 2.Manzi participó en el mundial de moto 2 y actualmente piloto de super sport.

## Hacia la actualidad
En el 2015, Lorenzo Petrarca, con KTM, estuvo dos temporadas y luego fichó por un equipo de Moto3.
En el 2016, Cavaliere y Enzo Boulom se unieron al equipo.
En el 2017, Matteo Ghidini y Matteo Romeo se unieron al equipo.
En el 2018, Guillem Erill se unió a TMR Y en a otra categoría, Borja Jiménez y Max Sánchez compitieron en M4.
Desde el 2019 hasta el 2024, TMR-Competición ha continuado su labor de formación y asesoramiento de pilotos. Lluís Juárez ha trabajado con numerosos jóvenes talentos, ayudándolos a perfeccionar sus habilidades y a prepararse para competiciones de alto nivel.
En 2025 la labor de Lluís sigue siendo la misma, formar al talento joven del deporte que tanto ama, empezó el año con un par de ponencias para alumnos de universidad y jóvenes mecánicos de competición.

## Curiosidades
- El primer equipo que consiguió un podio llamado "El podio sin gorra" se explica así: en la época de Alzamora, existía un vacío en el reglamento, concretamente en la normativa de neumáticos. Alzamora probó los neumáticos homologados, pero resultó que los neumáticos óptimos para la carrera eran diferentes: el delantero de un proveedor y los traseros de otro. Lluís lo tuvo claro: usarían en la carrera neumáticos de los dos proveedores. A la hora de subir al podio para celebrarlo, Alzamora lo hizo sin gorra, ya que la norma estipulaba llevar la gorra del proveedor de neumáticos. Al utilizar dos marcas, nació el "podio sin gorra". Hubo reclamaciones por parte de todos los equipos, pero los comisarios determinaron que no había ilegalidad, dado que el reglamento no lo prohibía.  Al año siguiente, corrigieron la norma prohibiendo expresamente el uso de neumáticos de marcas diferentes. Esta modificación, en el paddock, pasó a llamarse la "Enmienda Juárez".Shin-Chan - TMR

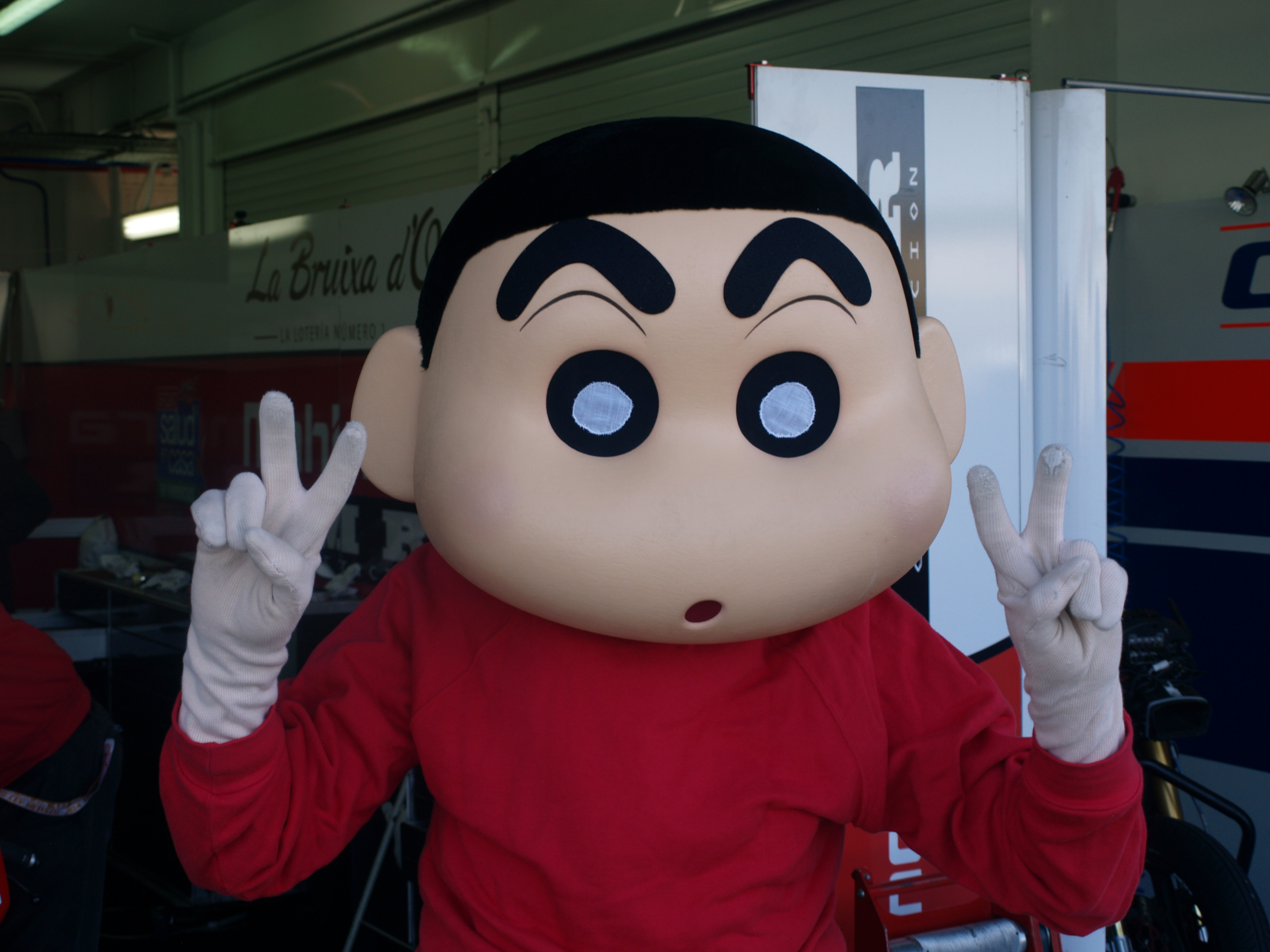
Shin-Chan - TMR

- Primer equipo en llevar animación a los circuitos mediante la visión disruptiva de la nueva forma de captar la atención del público joven. Debido a un acuerdo alcanzado con Luk Internacional (2014-2016) se pudo ver a Shin-Chan en los circuitos de España animando y haciendo travesuras para el deleite de los más jóvenes.

## Histórico de marcas de motos
- Rieju (1989 - 1990)
- Honda (1991 - 2006)
- Viali (1991 - 1992) Moto de fabricación propia de 125 c.c.
- Malagutti (2006 - 2007)
- Kawasaki (2008 - 2009)
- SR7 (2009 - 2012) Moto de fabricación propia (Moto 2) .
- Mahindra (2013 - 2014)
- KTM ( 2015 - Actualidad)